# انحلال غيروي
الانحلال الغيروي أو التحلل الخارجي أو تحلل استماتي (بالإنجليزية: heterolysis)‏ في علم الأحياء يعني استماتة خلية حية عن طريق إنزيم يحللها ومصدره من خارج الخلية نفسها، أي من خلايا مجاورة.
أما استماتة خلية بنفسها فهي عملية تسمى تحلل ذاتي (بالإنجليزية: Autolysis)‏ ويسببها إنزيم من الخلية نفسها.